# (12671) Thörnqvist
(12671) Thörnqvist, désignation internationale (12671) Thornqvist, est un astéroïde de la ceinture principale.

## Description
(12671) Thornqvist est un astéroïde de la ceinture principale. Il fut découvert le 16 mars 1980 à La Silla par Claes-Ingvar Lagerkvist. Il présente une orbite caractérisée par un demi-grand axe de 2,29 UA, une excentricité de 0,11 et une inclinaison de 6,8° par rapport à l'écliptique.

## Compléments